# Darío Serra Álvarez
Darío Serra Álvarez (Vera, 20 de enero de 2003) es un futbolista español que juega en la demarcación de delantero para la HNK Vukovar '91 de la Prva HNL.

## Trayectoria
Darío, nació en Vera  (provincia de Almería), el 20 de enero de 2003. Se unió al fútbol base del Valencia CF en 2017 tras haber pasado por el Club Deportivo Vera (Almería) y UD Almería.
En la temporada 2022-23 se incorporaría a la plantilla del Valencia Club de Fútbol Mestalla de la Segunda Federación, con el que disputa dos partidos.
El 31 de enero de 2023, firma por el Go Ahead Eagles de la Eredivisie, en calidad de cedido por el conjunto valencianista.
El 7 de mayo de 2023, debuta en partido oficial con Go Ahead Eagles de la Eredivisie frente al Football Club Groningen.
El 21 de mayo de 2023, marca su primer gol como profesional, en partido oficial con Go Ahead Eagles en Adelaarshorst Stadion contra el FC Volendam.

El 1 de julio de 2023, es anunciado como nuevo jugador de Go Ahead Eagles tras hacer efectiva la opción de compra que disponía sobre el jugador.
El 26 de enero de 2024 se marcharía cedido a la A. D. Mérida de la Primera Federación hasta final de temporada.
El 1 de junio de 2025 se proclama Campeón de la SuperSport Primera Liga Nacional Druga HNL con HNK Vukovar 1991 logrando el ascenso a SuperSport HNL Prva HNL.

## Clubes
| Club                             | País         | Año       |
| -------------------------------- | ------------ | --------- |
| Unión Deportiva Almería          | España       | 2016-2017 |
| Valencia Club de Fútbol Mestalla | España       | 2018-2023 |
| Go Ahead Eagles (cedido)         | Países Bajos | 2023      |
| Go Ahead Eagles                  | Países Bajos | 2023-2025 |
| A. D. Mérida (cedido)            | España       | 2024      |
| HNK Vukovar 1991                 | Croacia      | 2024-2025 |

## Palmarés
| Título    | Club (*)         | País    | Año     |
| --------- | ---------------- | ------- | ------- |
| Druga HNL | HNK Vukovar 1991 | Croacia | 2024-25 |